# Otmar Růžek

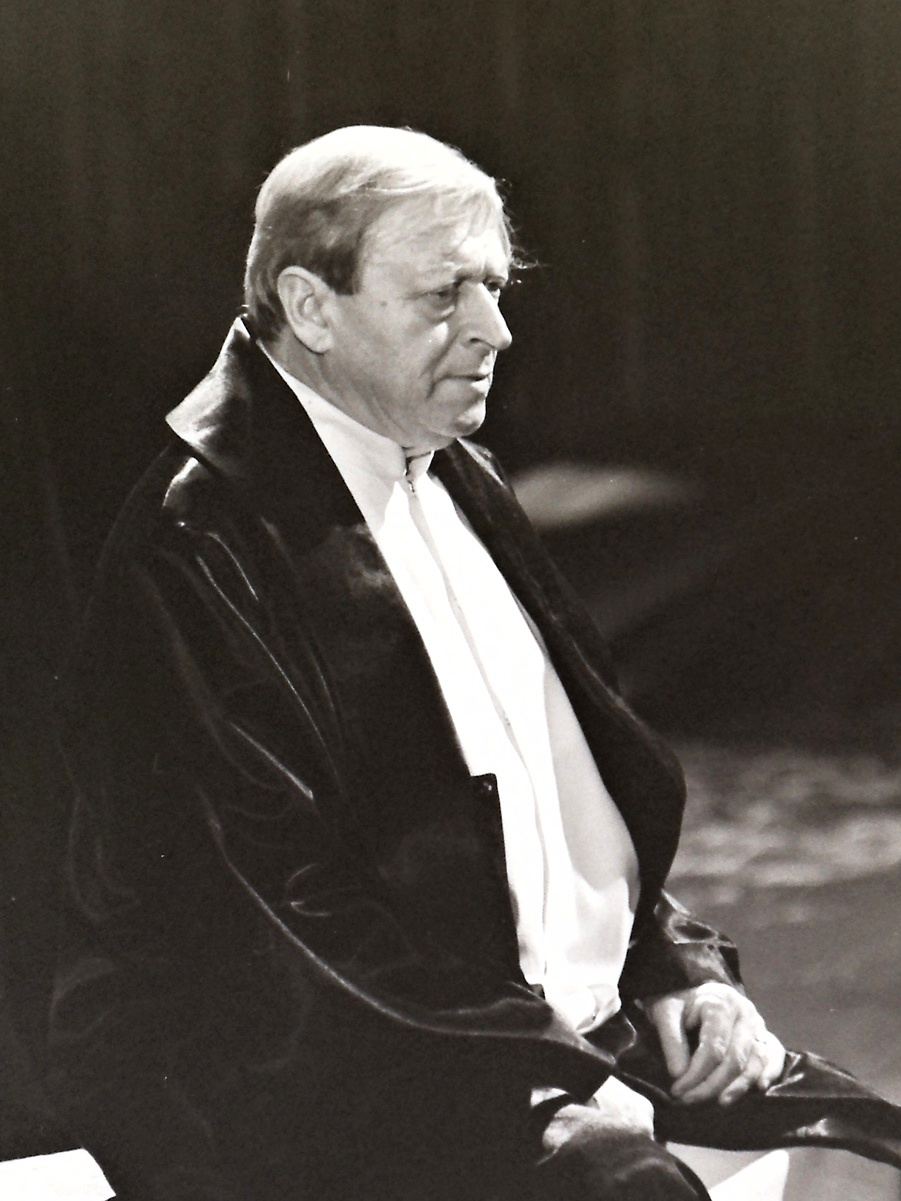
Jeho synovec český herec (Erhard Martin) po roce 1944 užívající jméno Martin Růžek

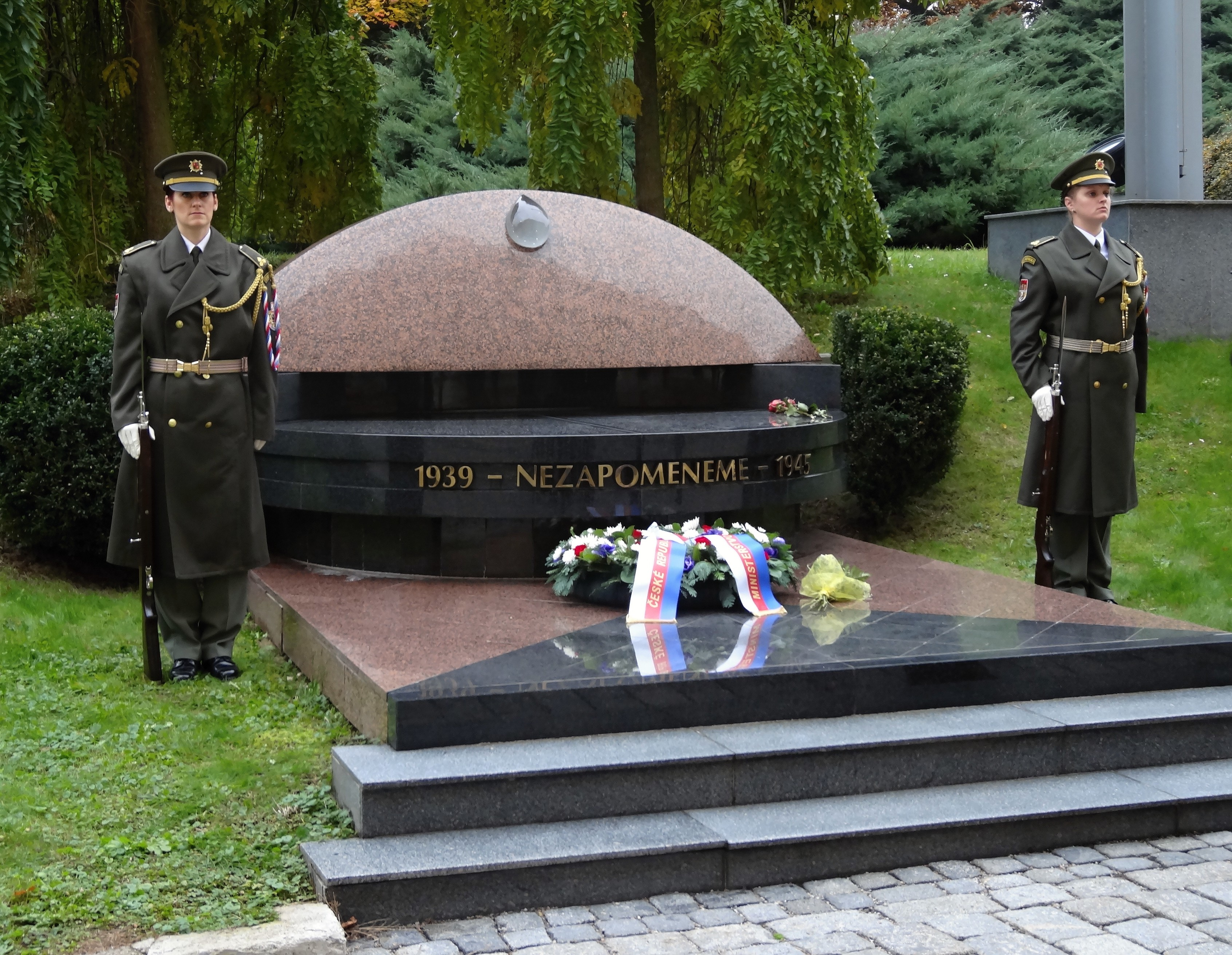
Pomník padlým a popraveným absolventům Vysoké školy válečné před budovou ministerstva obrany ČR

Otmar Růžek (17. března 1901 Nový Svět u Jilemnice – 1. října 1941 Praha-Ruzyně) byl důstojníkem prvorepublikové československé armády, za protektorátu se zapojil do protiněmeckého odporu jako vysoký člen vedení ilegální vojenské odbojové organizace Obrana národa. Za první heydrichiády byl spolu s dalšími českými vlastenci popraven zastřelením v jízdárně bývalých dělostřeleckých kasáren v Praze–Ruzyni.

## Stručný životopis
Štábní kapitán Otmar Růžek se narodil 17. března 1901 v Novém Světě u Rokytnice nad Jizerou. Po absolvování Vojenské akademie v Hranicích prošel jako voják z povolání mnoha různými dělostřeleckými útvary v prvorepublikové československé armádě. Po absolvování pražské Vysoké školy válečné byl v roce 1938 během branné pohotovosti státu přidělen ke studijní skupině 2. oddělení III. armády v Kremnici. Po vyhlášení Slovenského štátu (14. března 1939) se Otmar Růžek vrátil do Čech, kde brzy navázal spolupráci se štábem Oblastního velitelství Velká Praha (to působilo v rámci ilegální organizace Obrana národa) a aktivně se tak zapojil do vyšších pater domácího protiněmeckého odboje. Dne 21. března 1941 byl Otmar Růžek (společně s podplukovníkem Františkem Ambrožem) zatčen v Praze gestapem. Za prvního stanného práva byl odsouzen k trestu smrti a spolu s dalšími jedenácti vysokými důstojníky Obrany národa byl v podvečer (16.30 hodin) dne 1. října 1941 popraven zastřelením v jízdárně ruzyňských kasáren v Praze.

## Podrobný životopis

### Rodinný původ, studia
Otmar Růžek se narodil 17. března 1901 v Novém Světě u Jilemnice do rodiny místního poštmistra Františka Růžka a jeho manželky Emilie Růžkové, rozené Schmuckerové. Po vzniku Československa se na přelomu let 1918–1919 zapojil do služby v dobrovolnických sokolských jednotkách. Po skončení středoškolských studií (1914 až 1922; maturita v roce 1922) na české vyšší reálce v Nové Pace nastoupil v září 1922 ke studiu na Vojenské akademii v Hranicích. Vojenskou akademii opustil po dvou letech studia (v roce 1924) slavnostním vyřazením v hodnosti poručíka dělostřelectva. Poté byl na krátký čas odeslán k dělostřeleckému pluku 10 v Lučenci a po absolvatoriu dělostřelecké aplikační školy v Olomouci (v červenci 1925) jej převeleli do Nitry.

### Vojenská kariera
Od 1. srpna 1925 sloužil u nitranského dělostřeleckého pluku 110 a u této jednotky zastával do dubna 1927 funkci mladšího důstojníka baterie (a později pak plynového důstojníka pluku). V dělostřeleckém oddílu 262 v Čemerném, kam byl převelen zjara 1927, postupně prošel různými funkcemi (velitel čety; I. důstojník baterie; zástupce velitele baterie). Vynikající výsledky v jízdě na koni jej předurčily k výkonu funkce (od května 1932 do července 1933) velitele remontního oddělení košické 12. dělostřelecké brigády. U dělostřeleckého pluku 11 (v Košicích) působil Otmar Růžek od července 1933 do poloviny prosince 1933 jako velitel čety 1. baterie. Poté, co byl přeložen k dělostřeleckému pluku 1 do Čech, zastával (u jeho III. oddílu v Bílině) funkci I. důstojníka 8. baterie. Zatímním velitelem 1. baterie I. oddílu v pražské Ruzyni se stal od počátku ledna 1935. V době od listopadu 1935 do dubna 1938 studoval Otmar Růžek Vysokou školu válečnou v Praze. Po jejím úspěšném absolvování byl převelen k velitelství V. sboru v Trenčíně. Branná pohotovost (podzim 1938) v Československu jej zastihla u studijní skupiny 2. oddělení (zpravodajského) III. armády v Kremnici. Tady se dozvěděl o podepsání Mnichovské dohody a prožil i 15. březen 1939.

### Protektorát
Ze Slovenska do Čech se Otmar Růžek vrátil po vyhlášení samostatného Slovenského štátu (14. března 1939). Po nastolení protektorátu byla prvorepubliková čs. armáda během jara a začátkem léta 1939 rozpuštěna (v rámci tzv. likvidace čs. branné moci) a důstojníci byli nasazeni do různých míst civilní státní správy v Čechách a na Moravě. Otmar Růžek nastoupil u Ministerstva sociální a zdravotní péče v Praze do funkce vrchního ministerského komisaře ministerstva sociální a zdravotní správy na Smíchově.
Krátce po německé okupaci Čech a Moravy se Otmar Růžek zapojil do práce ve vojenské ilegální odbojové organizaci Obrana národa (ON). Tady působil ve štábu Oblastního velitelství Obrany národa – Velká Praha. V domácím odboji úzce spolupracoval i s podplukovníkem Josefem Balabánem a s podplukovníkem Josefem Mašínem. (Oba jmenovaní byli také dělostřelci. Německé represivní složky (gestapo, sicherheitsdienst) jim, spolu se štábním kapitánem Václavem Morávkem, přidělili označení Tři králové.) Prostřednictvím podplukovníka Josefa Balabána se Otmar Růžek seznámil s vědcem, pedagogem a politikem doc. Vladimírem Krajinou, který byl zapojen do domácího protiněmeckého odboje. Doc. Krajina patřil k vedení Politického ústředí a spravoval jeho ilegální vysílačku Sparta I., která obstarávala styk se zahraničním odbojem vedeným exilovým prezidentem republiky Edvardem Benešem. A byl to právě Otmar Růžek, kdo doc. Krajinu zasvěcoval do způsobů šifrovací práce a kdo jej seznamoval s provozními údaji a systémem kódování zpráv (depeší) odcházejících za hranice protektorátu radiovou cestou.
Po vlně rozsáhlého zatýkání na přelomu let 1939 a 1940 došlo k narušení fungování ilegální organizace Obrana národa. Po obnovení činnosti se hlavním velitelem druhé garnitury ON stal generál Bedřich Homola (nahradil zatčeného generála Josefa Bílého z první garnitury ON), v Čechách se ujal zemského velení brigádní generál Václav Šára (nahradil v téže funkci zatčeného generála Hugo Vojtu). Otmar Růžek se stal přednostou jednoho z oddělení Šárova štábu. (Toto oddělení bylo řízeno náčelníkem štábu Zemského velitelství Čechy podplukovníkem Františkem Ambrožem). Kromě spolupráce s Františkem Ambrožem udržoval Otmar Růžek rovněž úzké kontakty s vrchním velitelem Obrany národa divizním generálem Bedřichem Homolou, spolupracoval i s dalšími členy Šárova štábu a sice s podplukovníkem generálního štábu Josefem Dvořákem a majorem pěchoty Janem Peterou.

### Zatčení, výslechy, věznění, ...
Otmar Růžek byl zatčen gestapem 21. března 1941 ve svém bytě (adresa: Divišova ulice 255/5 (Praha XVI – Smíchov)). Během zostřených výslechů v hlavní úřadovně pražského gestapa v Petschkově paláci, kam byl pravidelně přivážen z pankrácké věznice, neposkytl vyšetřovatelům žádné relevantní informace o svých odbojových spolupracovnících. Řetězové zatýkání odbojářů se u Otmara Růžka díky jeho mlčenlivosti zastavilo a němečtí vyšetřovatelé jej zařadili do kategorie již „vytěžených“ (resp. nevytěžitelných) osob. Po příchodu Reinharda Heydricha do Prahy (27. září 1941) bylo vyhlášeno od 28. září 1941 první stanné právo v jehož rámci byl Otmar Růžek dne 1. října 1941 odsouzen stanným soudem (při řídící úřadovně gestapa v Praze) k trestu smrti. V jízdárně bývalých dělostřeleckých kasáren v Praze–Ruzyni byl téhož dne (1. října 1941) v půl páté večer popraven zastřelením.

## Připomínky
- Jeho synovec, český herec Erhard Martin (rovněž činný během druhé světové války v protiněmeckém odboji),[p. 4] již v roce 1944 přijal jméno svého strýce.[p. 5] Příjmení svého otce (Martin) použil jako své křestní jméno a příjmení svého strýce (Růžek) použil jako své příjmení. Tímto svým přejmenováním tak herec Martin Růžek uctil památku maminčina bratra, štábního kapitána generálního štábu Otmara Růžka.[4]
- Po skončení druhé světové války mu byl v roce 1945 posmrtně udělen Československý válečný kříž 1939 a v roce 1946 byl in memoriam povýšen do hodnosti podplukovníka generálního štábu.[4][p. 6]
- Jeho jméno Otmar Růžek je uvedeno na Pomníku věnovaném padlým a popraveným absolventům Vysoké školy válečné před budovou ministerstva obrany ČR.